# Związek Gmin Wiejskich Rzeczypospolitej Polskiej
Związek Gmin Wiejskich Rzeczypospolitej Polskiej – największa ogólnopolska organizacja samorządów wiejskich w Polsce, powołana do integracji gmin, rozwoju samorządności lokalnej oraz lobbingu na rzecz gmin wiejskich.
Związek Gmin Wiejskich RP skupia gminy wiejskie i miejsko-wiejskie. Związek jest bezpośrednim kontynuatorem tradycji przedwojennej organizacji o tej samej nazwie. Podstawowym celem Związku jest integracja samorządów wiejskich i rozwiązywanie typowych problemów tego środowiska.
Przewodniczącym Związku jest Stanisław Jastrzębski - Wójt Gminy Długosiodło. Członkami Związku Gmin Wiejskich RP jest 650 gmin (stan na dzień 02.02.2025) spośród 2479 gmin w Polsce.